# Kim Bum
Dans ce nom coréen, le nom de famille, Kim, précède le nom personnel.
Kim Bum (coréen : 김범, de son vrai nom Kim Sang Beom), né le 7 juillet 1989 à Séoul, est un acteur et mannequin sud-coréen. Il s'est révélé au grand public en Corée du Sud dans la série télévisée à succès Boys Over Flowers, tirée du manga Hana yori dango de l'écrivaine japonaise Yōkō Kamio. Grâce à cette série il a obtenu un prix à Arirang TV, celui du « Meilleur duo avec Kim So Eun » (2009).

## Biographie
Il commence sa carrière d'acteur à l'âge de 17 ans, en apparaissant dans le drama East Of Eden en 2008. Jeune, il rêvait de devenir joueur de football professionnel, mais il change d'avis quelque temps après et décide de mener une carrière d'acteur et de chanteur.
Kim Bum est très populaire au Japon surtout en tant que mannequin, c'est pourquoi il a signé un contrat avec la Glory Entertainment.
Il a fait des études à l'université Chung-Ang en 2008.
En 2012, Kim Bum fait ses débuts en Chine dans le film Detective Dee, the Prequel, faisant partie des personnages principaux, il est le premier coréen à jouer dans un film de Tsui Hark. Le long métrage est sorti en 2013.
L'acteur a dernièrement joué dans la série télévisée à succès That Winter, The Wind Blows aux côtés de Song Hye-kyo. Fin d'année 2013, il interprète le rôle de Kim Tae Do dans le drama Goddess of Fire.

## Vie personnelle
Le 1er novembre 2013, l'agence de Kim Bum a annoncé publiquement qu'il est officiellement en couple avec l'actrice Moon Geun-young, qu'il a rencontrée sur le tournage du drama Goddess of Fire, mais ils ont mis fin à leur relation en avril 2014.

## Filmographie

### Télévision
- 2006 : Rude Women : Jeong Hyeon-jun
- 2006 : Marry Me
- 2006 : High Kick ! : Lui-même
- 2008 : East of Eden : Lee Dong-cheol à 15 ans
- 2009 : Boys Over Flowers : So Yi Jung
- 2009 : Dream : Lee Jang-seok
- 2009 : High Kick Through the Roof : Neveu de Ja-ok
- 2010 : The Woman Who Still Wants To Marry (ou Still, marry me) : Ha Min-jae
- 2010 : Haru: An Unforgettable Day in Korea : Photographe
- 2011-2012 : Padam Padam: The Sound of His and Her Heartbeats : Lee Gook Soo (l'ange de Kang Chul)
- 2012 : High Kick 3
- 2013 : That Winter, The Wind Blows : Park Jin-sung
- 2013 : Goddess of Fire : Kim Tae Do
- 2020 : Tale of the Nine Tailed : Lee Rang
- 2021 : Law School : Han Joon Hwi
- 2022 : Ghost Doctor : Go Seung Tak
- 2023 : Tale of the Nine Tailed 1938 : Lee Rang

### Films
- 2007 : Hellcats : Lee Ho-jae
- 2008 : Death Bell : Kang Hyeon
- 2008 : I Like It Hot : Apparition
- 2009 : Flight : Si-beom
- 2012 : Miracle : Joon
- 2013 : Détective Dee II: la légende du dragon des mers : Yuan Zhen
- 2018 : Détective K : Le Secret des morts-vivants : Cheon-moo